# Caterham CRS

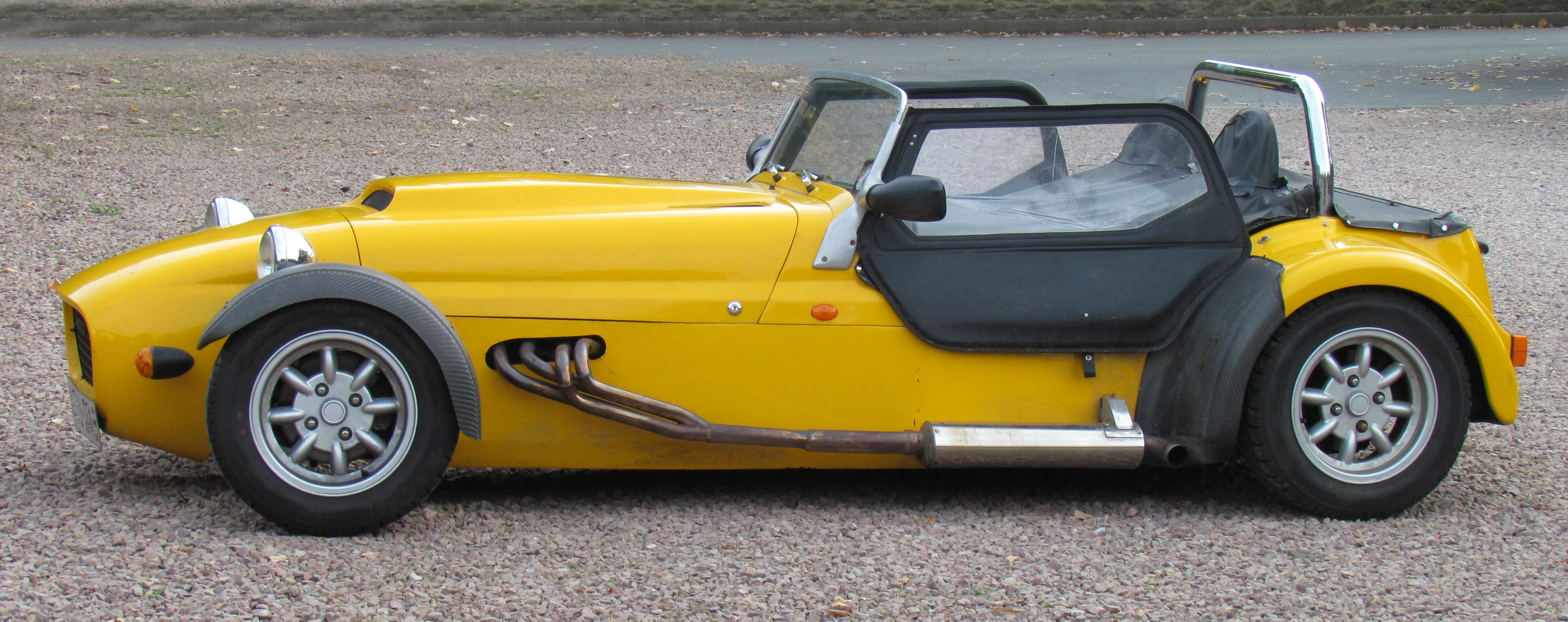
Caterham CRS

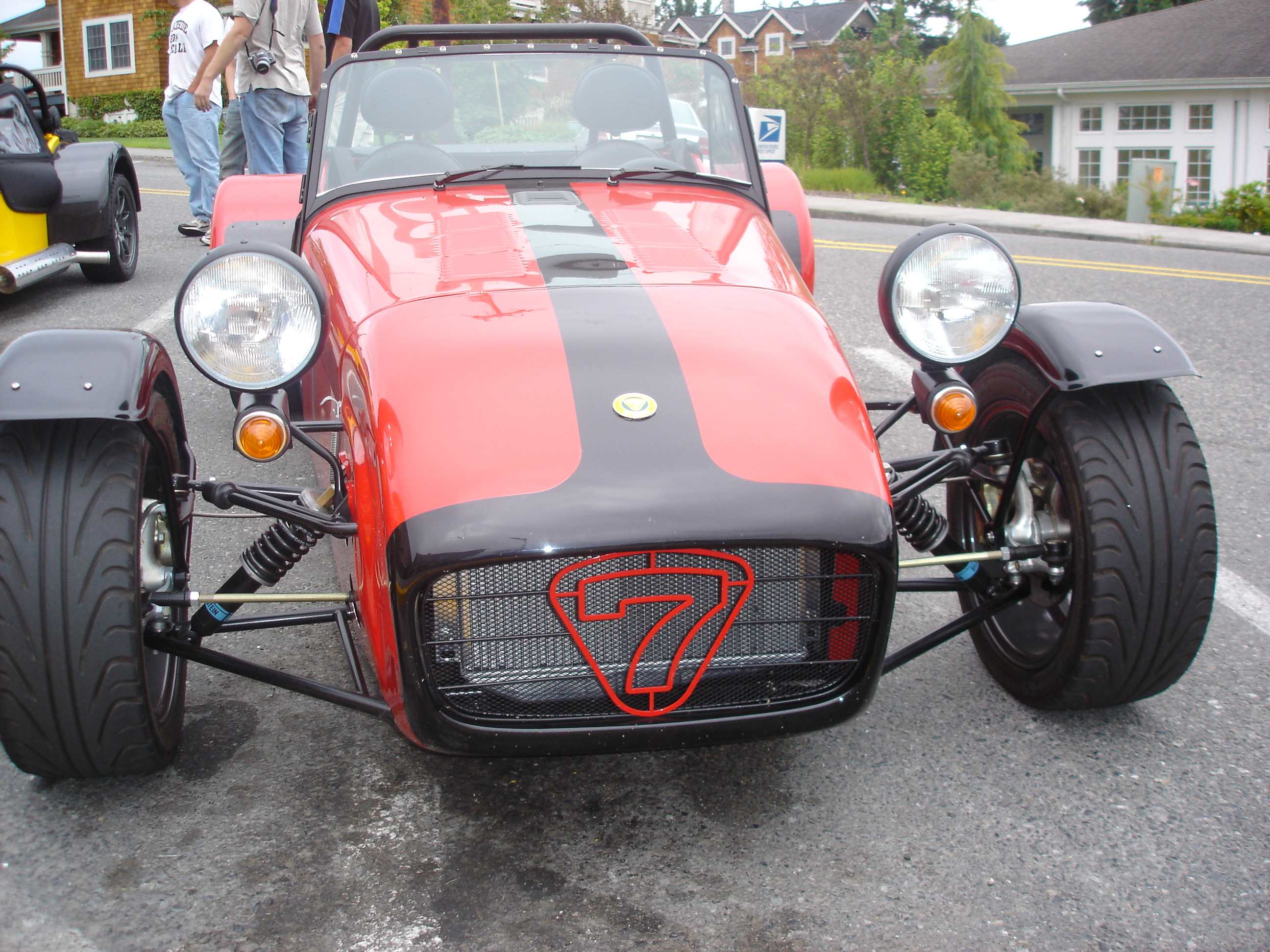
Caterham CRS

De Caterham CRS is een supercar, het laatste model van het merk Caterham Cars. Het is het meest uitgewerkte model van Caterham Cars, maar behoudt de "basic look" van de Lotus Seven.

## Onderdelen
De Caterham CRS heeft 6 versnellingen. De motor is aannemelijk een 2.3 Cosworth 260hp.